# 腓特烈·李德塞
艾森巴赫男爵腓特烈·阿道夫·李德塞（德語：Friedrich Adolf Riedesel, Freiherr zu Eisenbach，1738年6月3日—1800年1月6日），在英語中有時簡稱為腓特烈·李德塞（英語：Friedrich Riedesel），或誤稱為腓特烈·馮·李德塞（英語：Friedrich von Riedesel）。德意志裔軍人，效命於不倫瑞克-呂訥堡公國，美國獨立戰爭時期英國黑森僱傭兵將軍。

## 早年及七年戰爭
腓特烈·阿道夫·李德塞出身於黑森的李德塞家族。他的祖先赫爾曼·李德塞（Hermann Riedesel，1481-1529）罕有地將遺產均分給兩名兒子，使到李德塞家族在17世紀中一度分立四房。1680年，神聖羅馬皇帝利奧波德一世向李德塞家族四房所有成年男丁贈以「艾森巴赫男爵」（Freiherr zu Eisenbach）的虛銜，並且可以世代相傳。這使到英語資料經常錯誤把李德塞冠上「馮」（von）的稱號，誤植姓氏為「馮·李德塞」（von Riedesel）。
腓特烈·阿道夫·李德塞在1738年生於黑森勞特爾巴赫，並在父親安排下於馬爾堡大學就讀法律。不過仰慕軍事的李德塞卻在中途輟學，於1755年加入黑森-卡塞爾領伯國的馬爾堡步兵軍團。七年戰爭爆發後，李德塞在1757年以傭兵身份服役於不倫瑞克公爵斐迪南麾下，為普魯士王國作戰，並迅即嶄露頭角；斐迪南公爵與普魯士國王腓特烈大帝都對李德塞的軍事能力大為讚賞。李德塞在1761年獲任命為兩個步兵軍團的指揮官，當時他只有23歲。
此外，李德塞在1760年於明登駐守時，認識了馬索家族、15歲的夏洛特·馮·馬索，並迅即開始追求。1762年李德塞在戰場上受傷離役，回到明登馬索家門下休養，並終於年底迎娶夏洛特。由於夏洛特自幼已經跟隨父親隨營行軍，故此兩人結婚後仍一同參與戰爭。

## 美國獨立戰爭

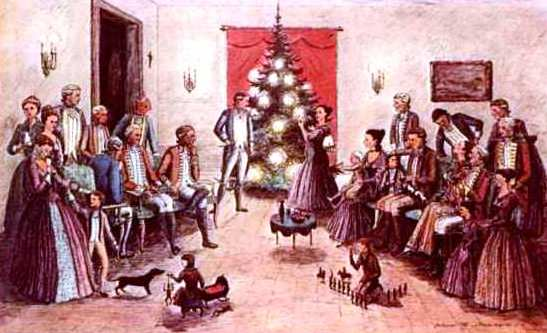
李德塞伉儷在1781年於索雷爾舉辦聖誕派對。這個派對被視為聖誕樹引入北美洲的起點。

七年戰爭結束後，李德塞與家人搬遷到沃爾芬比特爾定居，並且出任斐迪南公爵的副官長。這使李德塞不時要在家園及不倫瑞克之間奔走。1775年美國獨立戰爭爆發，英國在1776年於德意志地區招募黑森僱傭兵，以平定北美叛亂。李德塞即時被不倫瑞克公爵徵召出征，並以少將身份統率約4,000人的部隊出發，在1776年3月18日經英格蘭駛往北美。這支援軍聯同約翰·伯戈因的英國士兵，在6月增援英屬魁北克省，並將遠征加拿大的大陸軍逐出魁北克。
1777年，伯戈因率領英軍由加拿大向南進攻，引發薩拉托加戰役。當時李德塞擔任南進軍隊的第二指揮官，負責指揮左翼的黑森部隊。不過李德塞和伯戈因卻忽略了熟悉北美地勢、西門·菲沙准將的意見，而派出黑森龍騎兵向東方搜掠物資。這引致該部軍隊在班寧頓戰役遭到約翰·史塔克的新罕布什爾州民兵重創，進而令到英軍在薩拉托加被大陸軍包圍夾擊。10月17日，伯戈因向霍雷肖·蓋茨議和投降，而李德塞夫婦也因此成為戰俘。
1779年，李德塞獲得戰俘交換而返回紐約市，但他與家人不久患上斑疹傷寒，故此沒有即時返回戰場。1781年李德塞獲擢升為中將，並在稍後調回加拿大，未再參與戰爭。他與夏洛特在1781年於索雷爾舉辦聖誕派對，並佈置了一棵聖誕樹。後世大多把這個派對視為聖誕樹引入北美洲的起點。1783年戰爭結束後，李德塞與黑森士兵啟程返國。

## 晚年
李德塞返國後仍然留在陸軍服役。1788年，不倫瑞克公爵卡爾·威廉·斐迪南簽訂僱傭兵條約，派李德塞率軍到布魯塞爾，協助奧地利平定奧屬尼德蘭的叛亂。翌年法國大革命爆發，李德塞的傭兵在萊茵蘭一帶守備法軍進攻，最終在1792年解散返回家鄉。法國大革命戰爭隨後爆發。1793年李德塞退役，並在不倫瑞克度過餘生，最後在1800年1月6日去世。夏洛特隨後搬遷到柏林定居，並且把多年隨夫出征北美的紀錄出版，成為日後研究薩拉托加戰役的重要一手資料。